# Beretta MG 42/59
La mitragliatrice Beretta MG 42/59 è una variante italiana della MG3 della Bundeswehr, a sua volta una copia ricalibrata della MG 42 tedesca della seconda guerra mondiale.

## Tecnica
L'arma, prodotta su licenza dalla Beretta, con parti prodotte dalla Whitehead Motofides e dalla Franchi, è denominata MG 42/59 dall'anno della sua introduzione in servizio, il 1959 e adottata dall'Esercito Italiano. La modifica principale rispetto alla versione originale riguarda il calibro, che è passato dal 7,92 × 57 mm Mauser al 7,62 × 51 mm NATO. Inoltre si è ridotta sensibilmente la celerità di tiro, con l'installazione di due diversi otturatori e ammortizzatori, con l'effetto di variare la cadenza di tiro. Si tratta di un'arma a funzionamento automatico a corto rinculo di canna e alimentazione a nastro continuo o assemblato in moduli da 50 colpi. Arma molto versatile, può essere usata con bipede come arma di squadra, con un raggio d'azione di 300 metri, su treppiede per postazione fissa con un raggio d'azione di 600 metri o montata su veicoli come arma di bordo di cui il massimo tiro utile è di 3.000 metri.
Nella versione Beretta una modifica fondamentale, oltre al cambio di calibro, è l'otturatore intercambiabile per aumentare o diminuire la cadenza di tiro, che dal peso originale di 800 grammi è passato a quello di 1200 per rallentare la sua azione, poiché uno svantaggio dell'arma originale era il surriscaldamento della canna che non permetteva raffiche superiori ai 250 colpi. Rimase comunque il problema del surriscaldamento non del tutto risolto. La raccomandazione durante l’addestramento al tiro con l'arma indica che dopo lo sparo di 150 colpi la canna andrebbe sostituita, usando gli appositi guanti in dotazione per non bruciarsi. Tale operazione richiede pochi attimi se fatta in modo corretto.

## Uso
L'arma è stata ampiamente sostituita nella versione da supporto di squadra dalla FN Minimi belga, mentre è ancora ampiamente in uso montata su veicoli ed elicotteri e costituisce l'equipaggiamento anche di guardacoste della Guardia di Finanza e della Guardia Costiera e di unità litoranee di Polizia e Carabinieri.
In previsione dell'imminente sostituzione dell'armamento leggero dell'Esercito Italiano, prima dell'adozione della Minimi, la Stabilimento Militare Armi Leggere (SMAL) di Terni aveva progettato e realizzato un kit di modifica della mitragliatrice MG 42 calibro 7,62 mm al calibro 5,56 × 45 mm al fine di riutilizzare le MG già in dotazione. L'arma risultò funzionare discretamente dopo pochi mesi e la modifica fu dotata di brevetto, seppure fossero necessari ulteriori miglioramenti. La produzione non partì poiché l'arma nella versione modificata aveva pressappoco lo stesso peso della MG 42/59, risultando decisamente più pesante rispetto alle più moderne e collaudate mitragliatrici calibro 5,56 NATO.

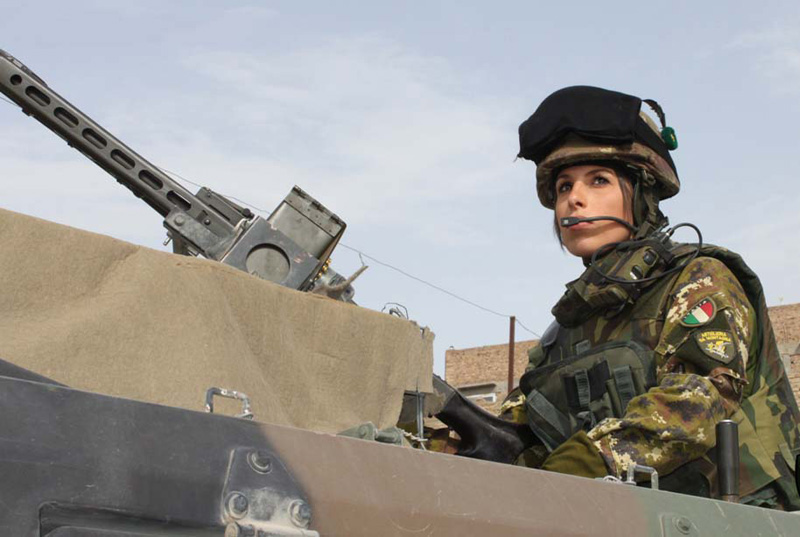
Un'alpino con MG 42/59 su VTLM Lince in Afghanistan